# Chengnan (socken i Kina, Hunan, lat 27,22, long 111,44)
Chengnan (kinesiska: 城南, 城南乡) är en socken i Kina. Den ligger i provinsen Hunan, i den södra delen av landet, omkring 190 kilometer sydväst om provinshuvudstaden Changsha.
Genomsnittlig årsnederbörd är 1 620 millimeter. Den regnigaste månaden är maj, med i genomsnitt 246 mm nederbörd, och den torraste är oktober, med 50 mm nederbörd.